# Pyrgomorphella rotundata
Pyrgomorphella rotundata är en insektsart som beskrevs av Boris Petrovich Uvarov 1936. Pyrgomorphella rotundata ingår i släktet Pyrgomorphella och familjen Pyrgomorphidae. Inga underarter finns listade i Catalogue of Life.